# Qiianarteq
Qiianarteq är en ö i Grönland (Kungariket Danmark).   Den ligger i kommunen Sermersooq, i den södra delen av Grönland. Arean är 113 kvadratkilometer.
Terrängen på Qiianarteq är kuperad. Öns högsta punkt är 920 meter över havet. Den sträcker sig 19,7 kilometer i nord-sydlig riktning, och 11,5 kilometer i öst-västlig riktning.